# Avesta (literatuur)
De Avesta (Middelperzisch: Abestâg, < Oudperzisch: *Upa-stâvaka, ‘lof’) is een verzameling van Avestaanstalige religieuze teksten die het heilige boek vormen van het zoroastrisme, de pre-islamitische religie van Iran. De oudste delen ontstonden vermoedelijk aan het einde van het 2e millennium v.Chr. en werden mondeling overgeleverd. Het op schrift stellen van een canon gebeurde vanaf de 4e eeuw v.Chr. Het merendeel is in de middeleeuwen verloren gegaan.

## Oorsprong

### Zoroastrische traditie

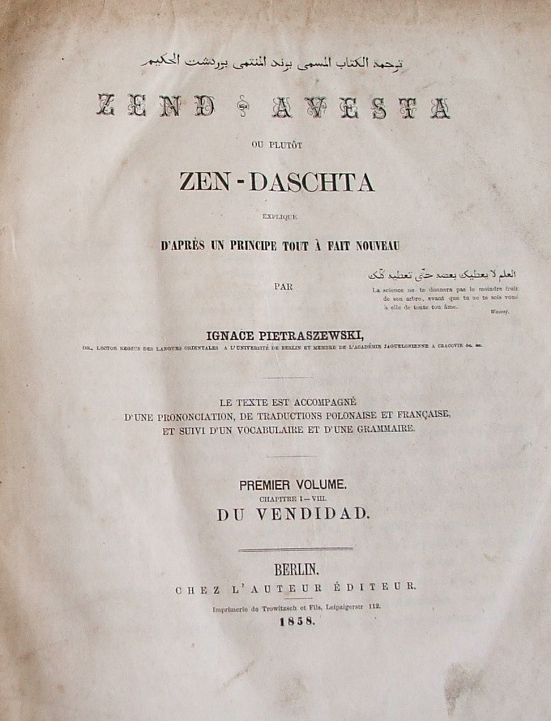
Franse vertaling van de Avesta door Ignace Pietraszewski, 1858

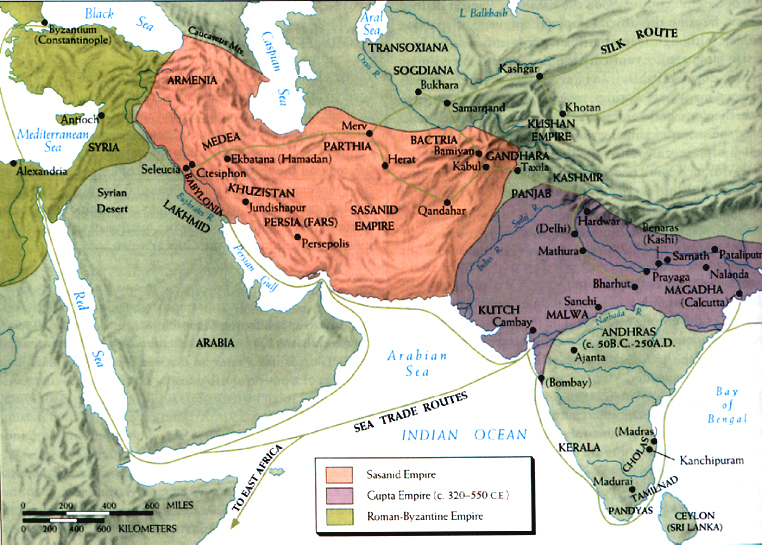
Het Sassanidische koninkrijk.

Volgens de zoroastrische traditie werd de Avesta door de oppergod Ahoera Mazdâ gemaakt en door Zarathustra aan de Achaemenidische koning Vishtâspa of Dārā Dārāyān gegeven. In navolging van Alexander de Grotes verovering van het Perzische rijk werd de Avesta vernietigd of verspreid. Pas onder de Armeense Arsaciden werden de fragmenten verzameld en gecombineerd met mondelinge overlevering. De voltooiing van dat werk vond plaats onder de Sassaniden.

### Codificatie
De codificatie vond plaats onder het Sassanidische bewind in de 4e eeuw, vermoedelijk in opdracht van koning Sapûr II. In die tijd werd het Avestaans niet langer goed begrepen, waardoor vanaf dan aanvullende, Middelperzische teksten verschenen: de Pahlavi-boeken. De Sassanidische standaardversie werd geschreven in een alfabettype dat leek op het Griekse schrift. Blijkens een inhoudsopgave in de 9e-eeuwse Middelperzische Dênkard (hoofdstuk 8) bestond de eindredactie van de Avesta uit drie boekdelen met elk zeven hoofdstukken (totaal: 21 nasks), waaronder bijvoorbeeld hymnen, liturgieën, priesterinstructies en geleerde traktaten. De Dênkard baseerde zich echter op Pahlavi-vertalingen en wordt als onbetrouwbaar gezien.
In de periode dat de handschriften ontstonden was het Avestaans als taal al uitgestorven en werd deze over het algemeen niet meer begrepen. Zo ontstonden de Middelperzische Zand, en vanaf de 9e eeuw, de Pahlavi-boeken. De reden voor het verzamelen, selecteren en codificeren van de Avesta-onderdelen onder de Sassanidische vorsten hangt samen met het aannemen van het zoroastrisme als de staatsgodsdienst van het rijk. Tegelijkertijd ondervond het zoroastrisme concurrentie van het boeddhisme, jodendom, christendom en manicheïsme, die alle beschikten over boeken. Door de codificatie van de leer kon de religie een duidelijke orthodoxie nastreven.
De meeste bewaard gebleven handschriften dateren uit de 16e eeuw tot en met de 19e eeuw. De oudste handschriften stammen uit de 13e en 14e eeuw. Alle vallen ze terug op hetzelfde handschrift, dat bestaan moet hebben in de 9e of 10e eeuw. Er is weinig bekend over de schriftelijke overlevering in de periode van na de val van het Sassanidische rijk (7e eeuw n.Chr.) tot de eerst overgeleverde zoroastrische handschriften.
Het Sassanidische rijk werd opgevolgd door het islamitische Arabische Rijk (622-656). Tijdens de islamitische overheersing in Iran is naar schatting twee derde tot drie vierde van de Avesta verloren gegaan. Wat resteert zijn vooral teksten van ritueel-liturgische aard. De enige volledig bewaard gebleven nask is 19, Videvdad. Het is onzeker tot welke nasks de overige Avestateksten behoorden.

### Indeling
De Avesta kan op taalkundige en cultuurhistorische gronden in tweeën opgedeeld worden. De oudste groep vormt de Gathische of Oude Avesta en is als mondelinge overlevering volgens sommige onderzoekers ontstaan tussen de 20e en 18e eeuw v.Chr., of volgens anderen rond 1000 v.Chr., met een canonisering tussen de 10e en 6e eeuw v.Chr. De tweede groep teksten is de Standaard of Jonge Avesta, die als mondelinge overlevering ontstonden tussen de 9e en 5e eeuw v.Chr., met een canonisering in de 3e eeuw v.Chr. De gecodificeerde onderverdeling uit de late oudheid en vroege middeleeuwen valt niet samen met de bovengenoemde opdeling Oud-Jong.
De Oude Avesta is verhoudingsgewijs beperkt in omvang en bevat de oudste zoroastrische teksten, waarvan een deel wordt toegeschreven aan Zarathustra, grondlegger van het zoroastrisme (mogelijk 2e millennium v.Chr.).
De Jonge Avesta is – taalkundig en cultureel – uitsluitend Oost-Iraans. De teksten ervan zijn herbewerkingen van ouder materiaal, vermoedelijk door redacteurs die de archaïsche taal van de originele literatuur niet goed beheersten. De teksten missen consistentie en ogen eclectisch. Qua inhoud wordt de oorspronkelijke leer van Zarathustra bijvoorbeeld gecombineerd met latere (niet-)zoroastrische elementen. Een mogelijke verklaring is dat het vroege zoroastrisme om politieke en religieuze redenen genoodzaakt was om de prezoroastrische religie van de Iraniërs te accepteren.
De feitelijke indeling van de Avesta is thans als volgt.

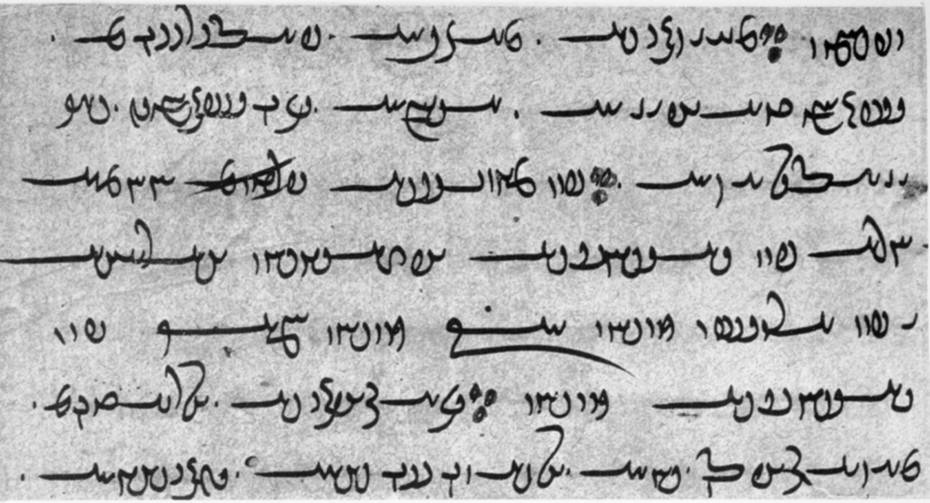
Een deel van een Yasna. Handschrift Bodleian J2 fol 175 Y 28 1

1. Een deel van een Yasna. Handschrift Bodleian J2 fol 175 Y 28 1Yasna (‘offer/aanbidding’; Middel- en Nieuwperzisch: Yasn; Gujarati: Ijeshne), bestaande uit 72 delen. Ze bevatten:
  1. de 17 hymnes getiteld Gâthâ’s van Zarathustra in Oudavestaans;
  2. Yasna Haptanghâiti (‘Yasna van zeven hoofdstukken’), proza van vroeg-zoroastrische dichters in Oudavestaans;
  3. vier Mathras (‘heilige woorden’), mogelijk van Zarathustra, in Oudavestaans:
    1. Yathâ Ahû Vairyô (Ahuna Vairya/Ahunawar; ‘zo is de wil van de heer’),
    2. Ashem Vohû (‘orde is goed’),
    3. Yenghê Hâtam (‘alle entiteiten’),
    4. Â Airyêmâ Ishyô (‘moge de versterkende Airyaman’);
    5. overige Yasna in Jongavestaans dialect, bedoeld om te reciteren bij het uitvoeren van rituelen: het begint met een uitnodiging voor Ahoera Mazdâ en andere geestelijke wezens om aanwezig te zijn bij het ritueel.
2. Vîsperad (Avestaans: Vîspe Ratavô; ‘gebeden tot alle geestelijke hoofden’), bestaande uit 24 secties met Yasna-aanvullend materiaal in Jongavestaans.
3. Khwurdag Abestâg (‘kleine Avesta’; Nieuwperzisch en Gujarati: Khorde Avesta) in Jongavestaans:
  1. vijf gebeden:
    1. Ashem Vohû: gebed,
    2. Yathâ Ahû Vairyô: gebed,
    3. Nirange Kusti Bastan/ Ohrmazd Khwadây: gebed,
    4. Srôsh Bâj: gebed,
    5. Hôshbâm: gebed;

  2. vijf Niyâyishns (‘aanroepingen van lof’; Nieuwperzisch en Gujarati: Niyâyesh)
    1. aan de zon,
    2. aan Mithra,
    3. aan de maan,
    4. aan het water,
    5. aan het vuur;

  3. vijf gebeden aan de vijf Gâhs (perioden van de dag),
  4. Siroza (‘dertig dagen’), 33 aanroepingen van goddelijke wezens;
4. Yashts: 21 hymnen in Jongavestaans, elk gewijd aan een god of geest uit de Khwurdag Abestâg:
5. Vidêvdâd (Middelperzisch: Wendîdâd, Nieuwperzisch en Gujarati: Vendidâd): 22 hoofdstukken in Jongavestaans proza voor priesters (magi) van de proto-Iraanse tot de Parthische tijd, handelend over het bewaren van rituele zuiverheid, reiniging na bevuiling door lijken, bescherming van de aarde, uitdrijven van geestelijke krachten, en een handeling over zonde. De tekst bevat naast doctrines ook exegese en aanwijzingen voor het uitvoeren van priesterlijke handelingen.
6. Aanvullende teksten voor dagelijks gebruik, vaak uit Avestaanse of Middelperzische teksten:
  1. Nirangs (‘aanroepingen/spreuken’) tegen het kwaad, voor gezondheid en voorspoed,
  2. Duâ Nâm Setâyeshne (‘aanroepingen van lof aan de namen (van Ahoera Mazdâ)’),
  3. Sâd-ô Yek Nâm-e Khodâ (‘honderdeneen namen van Ahoera Mazdâ’),
  4. Tandorosti (‘lichamelijke gezondheid’),
  5. Petît Pashêmânî (‘boete en berouw’),
  6. Monâjâts (‘litanieën’) in Nieuwperzisch en Gujarati voor gelovigen om de kern te vatten van de gebeden in oude talen.
7. Een restcategorie van teksten en fragmenten, waaronder
  1. Hêrbedestân (‘priestercode’ of ‘boek voor rituele educatie’) in Jongavestaans (redactie tussen 6e en 9e eeuw),
  2. Nêrangestân (‘rituele code’ of ‘boek van rituele aanwijzingen’) in Jongavestaans (redactie tussen 6e en 9e eeuw),
  3. Purishnîhâ (‘vragen (en antwoorden)’) over vroom en zondig gedrag (15e eeuw),
  4. Aogemadâekâ (‘ik belijd’), een treurzang (12e eeuw),
  5. Hâdôkht Nask (‘Selectie uit geschriften’), samenvatting van noties over het hiernamaals.